# Aposztróf
Az aposztróf vagy hiányjel ( ’ ) legtöbbször a szórészek, betűk elhagyását jelölő írásjel. Mindig dőlt, és sans-serif betűtípusnál teli karikás 9-es alakú. Kinézetre megegyezik a félidézőjellel (harmadlagos idézőjellel), valamint a vesszővel is, kivéve hogy feljebb helyezkedik el: ’, és ’,. Amennyiben a szót követi, mindig szóköz nélkül tapad hozzá. ASCII kódja: 39, Unicode-os kódja: U+2019, beírása Windows alatt: Alt+0146 és Alt+39.

## Változatai

### Módosító aposztróf
A dőlt aposztrófnak egy másik formája is létezik, a módosító aposztróf, ezt azonban csak speciális esetekben használjuk, például átírásban a betű szokásos hangértékétől való eltérést jelölve. Jele: ʼ. A két jel szembeállítva sans-serif betűtípusnál: ’ʼ, monospace betűtípusnál: ’ʼ. Szemben a sima aposztróffal, a módosító aposztróf monospace betűtípusnál is görbül és karikát tartalmaz, továbbá a sima jelnél nagyobb méretű, fölfelé kilóg a nagybetűk felső vonalából, és valamivel nagyobb betűközt hagy (N’N és NʼN).

### Írógépes aposztróf
A sima függőleges vonal használata, az úgynevezett írógépes aposztróf ( ' ) igényes nyomdai kiadványokban nem használatos sem az idézőjel, sem az aposztróf szerepében.
Kódja: Unicode U+0027.

### Felső vessző
Az írógépes aposztrófhoz hasonló, de enyhén vékonyodó „vessző” ( ′ ) számos tudományágban a variáns, változat, módosulás jelzésére, illetve a láb és a perc, ill. szögperc, ívperc jelölésére szolgál (lásd OH. 297., 298., 387., 389. o.).
A többi hasonló jel felsorolását lásd alább.

## Funkciója

### A magyar nyelvben
Az aposztróf a mai magyarban csak ritkán használatos, részben a köznévi istenfogalmat alkalmazó rögzült kifejezésekben (például Hál’ istennek, ne adj’ isten, biz’ isten, tudj’ isten, urambocsá’); részben a pongyola beszédben elhagyott hangok jelölésére (Ne nézzé’, kérdezzé’; Haggyá’ má’ békibe’). A szóösszetételen belüli hangelhagyások azonban jelöletlenül is maradhatnak (például es(∅)ernyő, gazd(∅)asszony, vissz(∅)ér). Évszámoknál, amennyiben hiányzik az ezres és a százas érték, nem kötelező kitenni; ha mégis kitesszük, ez esetben is 9-est formáz, pl. ’94.
A XIX. századig jóval elterjedtebb volt a magyar helyesírásban (részben a határozott névelő teljes az alakjára utalva, pl. a’ szék, részben a birtokos szerkezetben fakultatív -nak/-nek jelölésére, pl. házunk’ ajtaja, részben pedig az és rövid ’s alakjában) – 1879-ben törölték el, de némely hiányjellel írott családnévre (pl. ’Sigmond Elek, valamint ’Soldos, ’Sigray, ’Sennyei, O’sváth – az ’s mindben [zs] hangértékkel) a XX. század első felének szabályzatai is felhívták a figyelmet.
Esetenként aposztróf szerepel a majdnem rövidüléseként álló majd után, de a helyesírás ezt is anélkül írja elő. A kontextus rendszerint eligazít a jövőre utaló majd szóhoz képest: Majd összeesett, olyan fáradt volt és Majd meglátom, mit tehetek.

### Más nyelvekben
- Az angolban rövidítő funkcióban: he’s gone (he has gone) ’elment’, he’s here (he is here) ’itt van’, valamint birtokost jelölve: Peter’s house ’Péter háza’ vagy McDonald’s.
- A németben magánhangzó elhagyásakor: Heute ist’s kalt (ist es kalt) ’ma hideg van’.
- Az olaszban névelők, elöljárók magánhangzó előtti alakjaként: l’enciclopedia ’a lexikon’, commedia dell’arte, illetve nevekben (pl. Gabriele D’Annunzio, Villa d’Este).
- A franciában névelők, névmások végződése helyett kiejtett magánhangzó előtt: l’orange („la orange” helyett) ’narancs’, j’habite („je habite” helyett) ’lakom’, továbbá: c’est la vie, l’art pour l’art, Gare de l’Est, Côte d’Azur, L’Humanité illetve nevekben (pl. Jeanne d’Arc, Jean le Rond d’Alembert).
- A hollandban szókezdő helyzetben is, pl. Hága helyi nevében: ’s-Gravenhage.
- Ír családnevekben gyakran előfordul egy O után, például O’Toole, O’Brian.
- Stb.

### Egyéb
- A földrajzi nevek közül előfordul Csád fővárosa, N’Djamena nevében.

## Hasonló jelek
Nem tévesztendő össze az alábbi jelekkel:
| ’ | a voltaképpeni aposztróf (összehasonlítás végett) – OH. 298. o.                                                                                           |
| ʼ | módosító aposztróf |
| ' | írógépes aposztróf |
| ′ | a „vessző”: a variáns, a perc és a láb jelölésére |
| ´ | éles ékezet (a magyarban például az á, é, í, ó, ú betűkön használatos)                                                                                    |
| ‘ | fordított aposztróf |
| ʻ | a módosító aposztróf fordítottja (például Hawaiʻi, Nukuʻalofa tongai főváros vagy a tongai paʻanga nevében, ill. az üzbég nyelvben használatos)           |
| ` | tompa ékezet (többek közt a franciában, az olaszban, a portugálban használatos magánhangzók mellékjeleként)                                               |
| ˈ | fonetikai jelként a hangsúly jelölője |
| ᾿ | felülvonás a görög nyelvben: az aspiráció nélküli ejtés jelölésére (spiritus lenis)                                                                       |
| ῾ | fordított felülvonás a görögben, az aspirált ejtés jelölésére (spiritus asper)                                                                            |
| ʿ | az arab ﻉ (ajn) átírására használatos (akárcsak a fordított aposztróf, a módosító aposztróf fordítottja vagy a tompa ékezet, átírási rendszertől függően) |
| ʾ | ellenkező irányú félkör (az alef betű és az arab hamza átírására)                                                                                         |

A ľ, ď, ť kisbetűkön és a Ľ nagybetűn aposztrófhoz hasonló vonás látható, ez azonban a hacsek módosult alakja (a nagy Ď és Ť már szabályos kinézetű). Ennek megfelelően Windows alatt a megfelelő alapbetűk lenyomása előtt az AltGr+2 billentyűkombinációt (amelyen a hacsek jele ( ˇ ) található) szükséges lenyomni az említett betűk előhívásához.
A lett nyelvben a ģ esetén (a betű alsó szára miatt) aposztrófhoz hasonlóan bukkan fel a palatalizáció jele, szemben a ķ, ļ, ņ betűkkel – nevük mindegyik esetben cédille. A románban szintén hasonló alakú módosítójel, mégpedig vessző szerepel a Ț ț, illetve az Ș ș betűkön.

## Kapcsolódó szócikk
- Idézőjel